# Свистун жовточеревий
Свистун жовточеревий (Pachycephala sulfuriventer) — вид горобцеподібних птахів родини свистунових (Pachycephalidae). Ендемік Індонезії.

## Поширення і екологія
Жовточеревий свистун є ендеміком індонезійського острова Сулавесі. Живе в гірських тропічних лісах.